# 1251 Hedera
Hedera (asteroide 1251) é um asteroide da cintura principal, a 2,2986468 UA. Possui uma excentricidade de 0,1550026 e um período orbital de 1 638,75 dias (4,49 anos).
Hedera tem uma velocidade orbital média de 18,05860894 km/s e uma inclinação de 6,03691º.
Esse asteroide foi descoberto em 25 de Janeiro de 1933 por Karl Reinmuth.